# Летнее время в Европе
Летнее время в Европе — это разновидность стандартного времени, которое применяется в большинстве европейских стран (кроме Исландии, Беларуси, Турции и России) в период между весной и осенью, в течение которого часы переводятся на один час вперёд по сравнению со временем, наблюдаемым в остальное время года, с целью наиболее эффективного использования сезонного дневного света. Это соответствует понятию и практике перехода на летнее время (DST), которое можно найти в некоторых других частях мира.
Во всех регионах Европы, где соблюдается летнее время (ЕС, ЕАСТ и ассоциированные страны), европейское летнее время начинается в 01:00 UTC/WET (02:00 CET, 03:00 EET) в последнее воскресенье марта (между 25 и 31 марта) и заканчивается в 01:00 UTC (02:00 WEST, 03:00 CEST, 04:00 EEST) в последнее воскресенье октября (между 25 и 31 октября) каждого года; то есть изменение производится в одно и то же абсолютное время во всех часовых поясах. Директива Европейского Союза 2000/84/EC делает соблюдение летнего времени обязательным для государств-членов ЕС (за исключением заморских территорий), хотя предложение отменить эту директиву и потребовать, чтобы государства-члены соблюдали свой собственный выбор круглый год, в настоящее время проходит законодательный процесс по состоянию на июль 2020 года, но с октября 2020 года прогресса не наблюдается.
Летнее время длится 30 недель в годы, когда последнее воскресенье марта приходится на 28-е число; В противном случае он составляет 31 неделю.

## История
Летнее время впервые было введено во время Первой мировой войны. Однако после войны большинство стран прекратили эту практику. Затем он был возобновлён в различных странах во время Второй мировой войны и сразу после неё. Опять же, к 1950-м годам он был повсеместно отменён, но вновь введён в отдельных случаях до конца 1960-х годов, когда энергетический кризис конца 1960-х и начала 1970-х годов начал побуждать политиков вновь вводить летнее время по всему континенту. С тех пор он остаётся в силе в большинстве европейских стран.
Исторически сложилось так, что в странах Европы существовала разная практика соблюдения летнего времени, но это затрудняло координацию транспорта, коммуникаций и передвижения. Начиная с 1981 года, Европейская комиссия начала издавать директивы, требующие от государств-членов законодательно закрепить гармонизированные даты начала и окончания летнего времени.
С 1981 года в каждой директиве указывалось время перехода — 01:00 UTC и дата начала — последнее воскресенье марта, но даты окончания отличались. Последующие директивы устанавливали две даты окончания: одна в последнее воскресенье сентября, применяемая континентальными государствами-членами, а другая в четвёртое воскресенье октября для Соединённого Королевства и Ирландии. В 1996 году дата окончания была изменена на четвёртое воскресенье октября для всех стран. В 1998 году дата окончания была изменена на последнее воскресенье октября; Это оказалось таким же, как и предыдущее правило для 1996 и 1997 годов. Девятая директива, Директива 2000/84/EC, действующая в настоящее время (2018 г.), уточняет это правило.

## Будущее
В 2015 и 2016 годах члены Европейского парламента предлагали отменить соблюдение летнего времени, но Европейская комиссия в то время не выдвинула предложения для рассмотрения, заявив, что не нашла убедительных доказательств в пользу изменения, и государства-члены разделились. Вместе с тем она отметила, что в случае утраты гармонизации между правилами государств-членов о летнем времени будут понесены расходы. В 2017 году парламенты Финляндии и Литвы проголосовали за предложения, призывающие ЕС пересмотреть переход на летнее время, с аналогичной критикой со стороны Польши и Швеции. Европейская комиссия в то время пересматривала эту практику.
8 февраля 2018 года Европейский парламент проголосовал за то, чтобы попросить Европейскую комиссию пересмотреть переход на летнее время в Европе. После того, как веб-опрос, который проводился с 4 июля по 16 августа 2018 года, в котором приняли участие 4,6 миллиона европейских граждан, показал высокую поддержку отказа от перевода часов два раза в год, 12 сентября 2018 года Европейская комиссия решила предложить положить конец сезонному переводу часов (отменив Директиву 2000/84/EC). Для того, чтобы это было действительно, должна быть соблюдена стандартная законодательная процедура Европейского Союза, в том числе Совет Европейского Союза и Европейский парламент должны одобрить предложение.
Согласно предложению, страны-члены должны были до 31 марта 2019 года решить, какое время они будут соблюдать круглый год. Тем не менее, многие считали, что это довольно сжатые сроки. Администрация адресного пространства Интернета, которая координирует изменения в базе данных часовых поясов, используемой большинством компьютеров и смартфонов, отмечает, что «с уведомлением менее чем за год существует большая вероятность того, что некоторые компьютерные часы будут работать неправильно после изменения из-за задержек в распространении обновлений программного обеспечения и данных». Авиационная отрасль указала на сложность пересмотра расписания всех авиакомпаний, особенно с точки зрения обеспечения наличия слотов на рейсах за пределами ЕС, и рекомендовала сохранить статус-кво или отложить изменение как минимум до 2021 года. Неформальная встреча министров транспорта ЕС 29 октября 2018 года предположила, что многие государства-члены не поддержат «нереалистичный» график и что его реализация может быть перенесена на 2021 год.
Дискуссии показали поддержку круглогодичного «зимнего времени», например, в Дании, Нидерландах (UTC+01:00) и Финляндии (UTC+02:00), в то время как постоянное летнее время поддерживалось во Франции, и Польше (UTC+02:00) и на Кипре (UTC+03:00). Португалия,] Испания и Италия выступают за сохранение текущего летнего режима.
4 марта 2019 года Комитет Европейского парламента по транспорту и туризму одобрил предложение Комиссии 23 голосами против 11. Однако дата начала должна была быть перенесена не ранее 2021 года, чтобы обеспечить плавный переход, и Комиссия должна обеспечить, чтобы решения стран о сохранении зимнего или летнего времени были скоординированы и не нарушали работу внутреннего рынка. Это решение было подтверждено полным составом Европейского парламента 26 марта; Теперь он должен быть одобрен Советом Европейского Союза. По состоянию на ноябрь 2021 г. это разрешение ещё не получено. Согласно проекту директивы, государства-члены должны были выбирать, оставаться ли им на текущем летнем времени, и в этом случае последний переход был бы в последнее воскресенье марта 2021 года, или на их нынешнее зимнее время, которое вступило бы в силу с последнего воскресенья октября 2021 года.
Консультация, проведённая правительством Ирландии, показала, что 80 % опрошенных не поддержали бы какие-либо меры, которые привели бы к разным часовым поясам между Северной Ирландией и Республикой. В июле 2019 года Ирландия заявила о своём несогласии с предложенной директивой и намерена лоббировать другие страны ЕС по этому вопросу. Для выполнения директивы Советом министров требуется квалифицированное большинство в 55 % государств-членов, представляющих не менее 65 % населения Европы. В Великобритании Палата лордов начала новое расследование в июле 2019 года, чтобы рассмотреть последствия европейских изменений, изучить подготовку, которую следует предпринять, и факторы, которые должны повлиять на реакцию Великобритании. Великобритания покинула ЕС 31 января 2020 г., до того, как вступила в силу какая-либо реформа; Правила ЕС продолжали применяться в течение переходного периода (до 31 декабря 2020 года), но после этого Великобритания могла принять решение о своих собственных договорённостях. бы Великобритания продолжала соблюдать летнее и зимнее время, Северная Ирландия имела бы часовую разницу во времени в течение 30 или 31 недели в году либо с остальной Ирландией, либо с остальной частью Великобритании. В сентябре 2018 года правительство Великобритании заявило, что у него «нет планов» по прекращению перехода на летнее время.
По состоянию на декабрь 2021 г., решение не было подтверждено Советом Европейского Союза. Совет обратился к Комиссии с просьбой подготовить подробную оценку воздействия, но Комиссия считает, что ответственность за выработку общей позиции в Совете лежит на государствах-членах. В результате прогресс в решении этого вопроса фактически блокируется.

## Двойное летнее время
«Двойное летнее время» (на два часа опережающее местное зимнее время) наблюдалось в некоторых случаях, особенно в 1921, 1941—1945 и 1947 годах. Видеть:
- Британское двойное летнее время (UTC+02:00)
- Центральноевропейское время в середине лета (UTC+03:00)
- Московское время летнего солнцестояния (UTC+05:00)

## Страны, не переходящие на летнее время и обратно
Есть несколько стран, которые не используют летнее время, но сохраняют одно и то же время в течение всего года. Некоторые из них используют «постоянное» летнее время, поскольку они используют часовые пояса, выделенные для регионов, расположенных дальше на восток, чем они сами.
- Беларусь перешла на летнее время весной 2011 года и не вернулась к зимнему времени, а теперь соблюдает UTC+03:00 круглый год. Средняя точка Беларуси имеет долготу 28° в. д., что соответствует UTC+1.8.
- Весной 2023 года Гренландия перешла на постоянное летнее время (UTC-02:00).[6]
- Исландия соблюдает UTC+00:00 круглый год, несмотря на то, что находится на долготе (13°W-24°W), что указывает на UTC-01:00. Высокая широта Исландии (регион Рейкьявик, где проживает почти две трети населения страны, находится на 64° северной широты) означает, что время захода и восхода солнца меняется на много часов в течение года, и эффект от перевода часов на один час, по сравнению с этим, будет небольшим.
- С 2011 по 2014 год Россия использовала «постоянное летнее время». В октябре 2014 года Россия окончательно перешла на стандартное время (UTC+03:00) на западе страны, включая Москву, переведя часы на один час назад, как это сделали другие европейские страны.
- Турция решила прекратить переход на летнее время в сентябре 2016 года, но решила оставаться на UTC+03:00 в течение всего года, а не возвращаться к своему первоначальному часовому поясу UTC+02:00.

Испания, Франция, Бельгия и Нидерланды также могут рассматриваться как страны, соблюдающие «летнее время» в течение всей зимы и «двойное летнее время» летом, из-за их расположения к западу от центральноевропейского часового пояса.

## Местные наблюдения
В большинстве стран Европы слово «Лето» добавляется к названию каждого европейского часового пояса в этот период: таким образом, в часовом поясе UTC+01:00 центральноевропейское время становится центральноевропейским летним временем (UTC+02:00).

### Австрия
Австрия использовала летнее время в 1916—1918, 1920, 1940—1948 годах (в составе нацистской Германии между 1940 и 1945 годами) и с 1980 года.

#### Австро-Венгрия
Австро-Венгрия использовала летнее время во время Первой мировой войны в 1916, 1917 и 1918 годах, как и Германская империя.

### Беларусь
Беларусь перешла на летнее время весной 2011 года и не вернулась к зимнему времени, а теперь соблюдает UTC+03:00 круглый год. Средняя точка Беларуси имеет долготу 28° в. д., что соответствует UTC+1.8

### Болгария
Летнее время было введено в Болгарии в 1979 году постановлением Совета министров Болгарии. Болгария соблюдает правила Европейского Союза в летнее время.

### Великобритания
В Великобритании местное время в этот период известно как британское летнее время (BST) (UTC+01:00, WEST), в то время как местное время в остальное время года обычно называется средним временем по Гринвичу (GMT), (UTC+00:00, WET).
Законодательство: Закон о летнем времени 1916 г.; Закон о летнем времени 1922 г.; Закон о времени (Ирландия) 1916 г.; Закон о летнем времени 1925 г.; Закон о чрезвычайных полномочиях (обороне) 1939 г.; Приказ о летнем времени 1964 г.; Приказ о летнем времени 1967 г.; Закон о летнем времени 1972 года; Приказ о летнем времени 1997 г.; Приказ о летнем времени 2002 года.
Великобритания не возвращалась к GMT в течение трех зим 1968/69, 1969/70 и 1970/71, оставаясь на BST непрерывно с 18 февраля 1968 года по 31 октября 1971 года.
До 23:00 по Гринвичу 31 января 2020 года Великобритания была членом Европейского Союза. С 1996 года все часы в Европейском Союзе перешли на летнее или зимнее время в одни и те же даты и в один и тот же момент, в 01:00 UTC+00:00(таким образом, летнее время заканчивается в 01:59:59 UTC+01:00).
- Начало летнего времени: последнее воскресенье марта
- Окончание летнего времени: последнее воскресенье октября

Гернси, Джерси и остров Мэн соблюдают то же время, что и Великобритания. Гибралтар использует то же время, что и Испания.
По состоянию на август 2020 г., похоже, что правительство Великобритании намерено продолжать работать в зимнее и летнее время в эти даты, независимо от какого-либо решения ЕС по этому вопросу. [ необходима цитата ] Это может привести к тому, что часовой пояс Северной Ирландии будет отличаться от часового пояса Республики Ирландия.

### Венгрия
Летнее время впервые было введено в Венгрии в 1916 году и соблюдалось до 1919 года. После этого в 1941—1949 и 1954—1957 годах использовалось летнее время. Летнее время снова используется с 1980 года и соответствует правилам ЕС.

### Германия
Летнее время было впервые введено во время Первой мировой войны Германской империей с 1916 по 1918 год. После окончания войны и провозглашения Веймарской республики в ноябре 1918 года летнее время перестало соблюдаться. Летнее время было вновь введено в 1940 году, во время Второй мировой войны, чтобы попытаться сэкономить энергию для военной экономики. После разгрома Германии летнее время было сохранено оккупационными властями. В 1945 году в Берлине и советской оккупационной зоне даже соблюдалось центральноевропейское время летнего солнцестояния (Mitteleuropäische Hochsommerzeit, MEHSZ; GMT+03:00): в 1947 году вся Германия перешла на летнее время с 11 мая по 29 июня. После образования Федеративной Республики (Западная Германия) и Германской Демократической Республики (Восточная Германия) в 1949 году, в 1950 году снова перестало соблюдаться летнее время.
В 1978 году Западная Германия решила вновь ввести летнее время, следуя примеру нескольких соседних государств после нефтяного кризиса 1973 года. Однако он вступил в силу только в 1980 году, после того, как Западная и Восточная Германия достигли соглашения о переходе на летнее время одновременно с последнего воскресенья марта (02:00 CET) до последнего воскресенья сентября (03:00 CEST). Таким образом, обе германские земли соблюдали одно и то же время до воссоединения Германии в 1990 году, после чего объединённая Германия сохранила законы и, следовательно, Закон о времени (Zeitgesetz) Западной Германии.
После 1980 года Западная и Восточная Германия; с 1991 года объединённая Германия: Центральноевропейское летнее время..
Бюзинген-ам-Хохрайн, небольшой эксклав Германии, полностью окружённый швейцарской территорией, в 1980 году не ввёл летнее время, но соблюдал то же время, что и Швейцария; таким образом, разница во времени между этой деревней и остальной Германией составляла один час. Для базы данных tz зона Europe/Busingen была создана в выпуске 2013a года, ] потому что с эпохи времени Unix в 1970 году Бюзинген-на-Хохрайне делил часы с Цюрихом, но не с Германией каждый год.
Германия следует правилам ЕС в отношении времени и дат начала и окончания летнего времени.

### Греция
Летнее время впервые было введено в Греции в 1932 году, с 6 июля по 1 сентября, но затем от этой идеи быстро отказались.
В начале 1970-х годов и после энергетического кризиса 1973 года, который заставил многие европейские государства перейти на летнее время в целях экономии энергии, Греция вновь ввела летнее время в 1975 году на период с марта по сентябрь.
С 1997 года Греция следует правилам ЕС, касающимся времени и дат начала и окончания летнего времени.

### Дания
Летнее время в Дании соблюдается с 1980 года. Существует национальная ассоциация против летнего времени (Landsforeningen mod Sommertid), которая отпраздновала предварительное решение Комиссии ЕС в августе 2018 года.

#### Гренландия
С 1980 по 2023 год Гренландия соблюдала летнее время одновременно с Европой. В ноябре 2022 года парламент Гренландии проголосовал за то, чтобы с весны 2023 года перейти на постоянное летнее время. Исключениями, основанными на решениях компании, являются северо-восточное побережье вокруг Данмарксхавна (UTC круглый год) для авиабазы Туле (которая следует атлантическому времени и соблюдает его в соответствии с правилами США и Канады).

#### Фарерские острова
На Фарерских островах летнее время действует с 1981 года. Острова никогда не были частью ЕС, поэтому решение о соблюдении летнего времени было его собственным.

### Ирландия
В Ирландии ирландское стандартное время (IST) (UTC+01, западноевропейское летнее время) соблюдается летом (с марта по октябрь). IST иногда путают с «ирландским летним временем», хотя это неверно. Зимнее время (UTC+00, WET) соблюдается в остальное время года.
(Северная Ирландия, входящая в состав Соединённого Королевства Великобритании и Северной Ирландии, придерживается британского времени. По состоянию на март 2022 г., это то же самое, что и в остальной Ирландии).

### Исландия
Исландия использует UTC+00:00, но не использует летнее время с апреля 1968 года. С 1908 по 1968 год в Исландии использовалось время GMT−01:00. Летнее время использовалось в 1917—1919, 1921 и 1939—1967 годах. Директива Европейского Союза 2000/84/EC действует и в Европейской экономической зоне, но в Исландии есть специальное исключение из неё.

### Испания
Испания, включая Канарские острова, имеет летнее время, применяя правила ЕС в отношении времени и дат начала и окончания.
В 1918 году Испания впервые перешла на летнее время, а затем несколько раз вводила и отменяла его. Он был отменен осенью 1949 года, а затем вновь введен в 1974 году и с тех пор используется. Испания использовала GMT+00:00 с 1901 по 1940 год и GMT+01:00 с 1940 года в качестве стандартного времени. На Канарских островах в качестве стандартного времени использовалось GMT-01:00 до 1946 года и GMT+00:00 с 1946 года.
Поскольку UTC+00:00 является «естественным» часовым поясом Испании (экстремумы, за исключением Канарских островов, соответствуют UTC-0:37 до UTC+0:17), использование UTC+01:00 зимой можно рассматривать как форму перехода на летнее время, в то время как использование центральноевропейского летнего времени (UTC+02:00) летом можно рассматривать как форму «двойного летнего времени».

### Италия, Сан-Марино и Ватикан
Летнее время известно в Италии как «ora legale» (буквально «законный час», ссылаясь на тот факт, что оно предписано законом), и оно принималось и отменялось несколько раз: оно соблюдалось с 1916 по 1920 год и между 1940 и 1948 годами. В 1965 году был принят закон, который вступил в силу в следующем году и сделал применение летнего времени обязательным на всей территории страны. [ необходима цитата ] С 1996 года она согласовывается с Европейским Союзом. Сан-Марино и государство-город Ватикан имеют сухопутные границы исключительно с Италией и соблюдают то же время, что и в Италии.

### Нидерланды
В Нидерландах стандартизированное время не использовалось до 1909 года, когда было введено амстердамское время.Амстердамское время на 19 минут и 32 секунды опережало время GMT (время по Гринвичскому меридиану).[ необходима цитата ] Позже это было исправлено на GMT+00:20 для простоты.[ необходима цитата ]
В 1940 году немецкие оккупанты вынудили Нидерланды перейти на летнее время CEST, фактически переведя его на один час и 40 минут. Это время оставалось в силе круглый год до 1942 года, когда обычные часы последовали за немецкими переводами на летнее время.
Переход на летнее время был прекращён сразу после войны и не соблюдался до 1977 года, когда снова было введено летнее время, каковым оно является и в настоящее время.

### Норвегия
В Норвегии летнее время наблюдалось в 1916, 1940-45 и 1959-65. Эта договоренность вызвала споры, и в 1965 году норвежский парламент (Стортингет) проголосовал за прекращение этой практики. Их сосед, Швеция, им не воспользовалась.
Однако в 1980 году летнее время было вновь введено (вместе со Швецией и Данией), и по крайней мере с 2002 года Норвегия последовала за Европейским союзом в этом вопросе.

### Польша
В Польше «летнее время» соблюдалось в следующие годы:
- 1916—1919
- 1940—1949
- 1957—1964
- 1977-н.в.

В 1979—1995 годах последним днем летнего времени было последнее воскресенье сентября. В 1996 году он был перенесён на последнее воскресенье октября, чтобы синхронизироваться с другими странами ЕС.

### Португалия
Большая часть Португалии работает по западноевропейскому и западноевропейскому летнему времени, хотя большая часть материковой части Португалии, к западу от 7º30' з. д., должна была находится в UTC-1.
Летнее время (местное название hora de Verão) было введено в 1916 году. В 1922, 1923, 1925, 1930 и 1933 годах летнее время не применялось. С 1966 по 1976 год постоянное летнее время применялось в Португалии (UTC+1), на Мадейре (UTC) и Азорских островах (UTC-1).
С 1912 года официальным временем на Мадейре было UTC-1, а на Азорских островах — UTC-2. Однако с 1976 года на Мадейре (относящейся к часовому поясу −1) официальное время такое же, как и в континентальной Португалии (UTC), а на Азорских островах (принадлежащих к часовому поясу −2) оно на один час отстает (UTC-1) от материка. Даты начала и окончания летнего времени в Португалии соответствуют образцу в остальной части ЕС.

### Румыния
Летнее время в Румынии (Ora de Vară) было введено в 1932 году (с 22 мая по 2 октября). Между 1933 и 1940 годами летнее время начиналось в первое воскресенье апреля и заканчивалось в первое воскресенье октября. Летнее время было отменено в 1941 году и вновь введено в 1979 году. С 1996 года, за редким исключением, летнее время в Румынии соответствует правилам Европейского Союза.

### Россия
Декретом Временного правительства России с 1 июля 1917 года в России было введено летнее время, и стрелки часов были переведены на час вперёд. Декрет советского правительства привёл к отказу от этой системы через полгода: 28 декабря стрелки часов снова перевели на час назад.
С 1930 года Декрет стал вводить в Советском Союзе декретное время
Постановлением Совета Министров СССР 1 апреля 1981 года в СССР было восстановлено летнее время (например, московское), и его практика продолжалась в постсоветское время до 2011 года. Даты перехода в России были такими же, как и в других европейских странах, но стрелки часов переводились вперёд или назад в 02:00 по местному времени во всех зонах. Так, в Москве (местное время = UTC+03:00 зимой, UTC+04:00 летом) летнее время начиналось в 02:00 UTC позапрошлого воскресенья марта и заканчивалось в 03:00 UTC в предпоследнее воскресенье октября. («День перед последним воскресеньем» — это не то же самое, что «последняя суббота» в месяце, где последний день — суббота.)

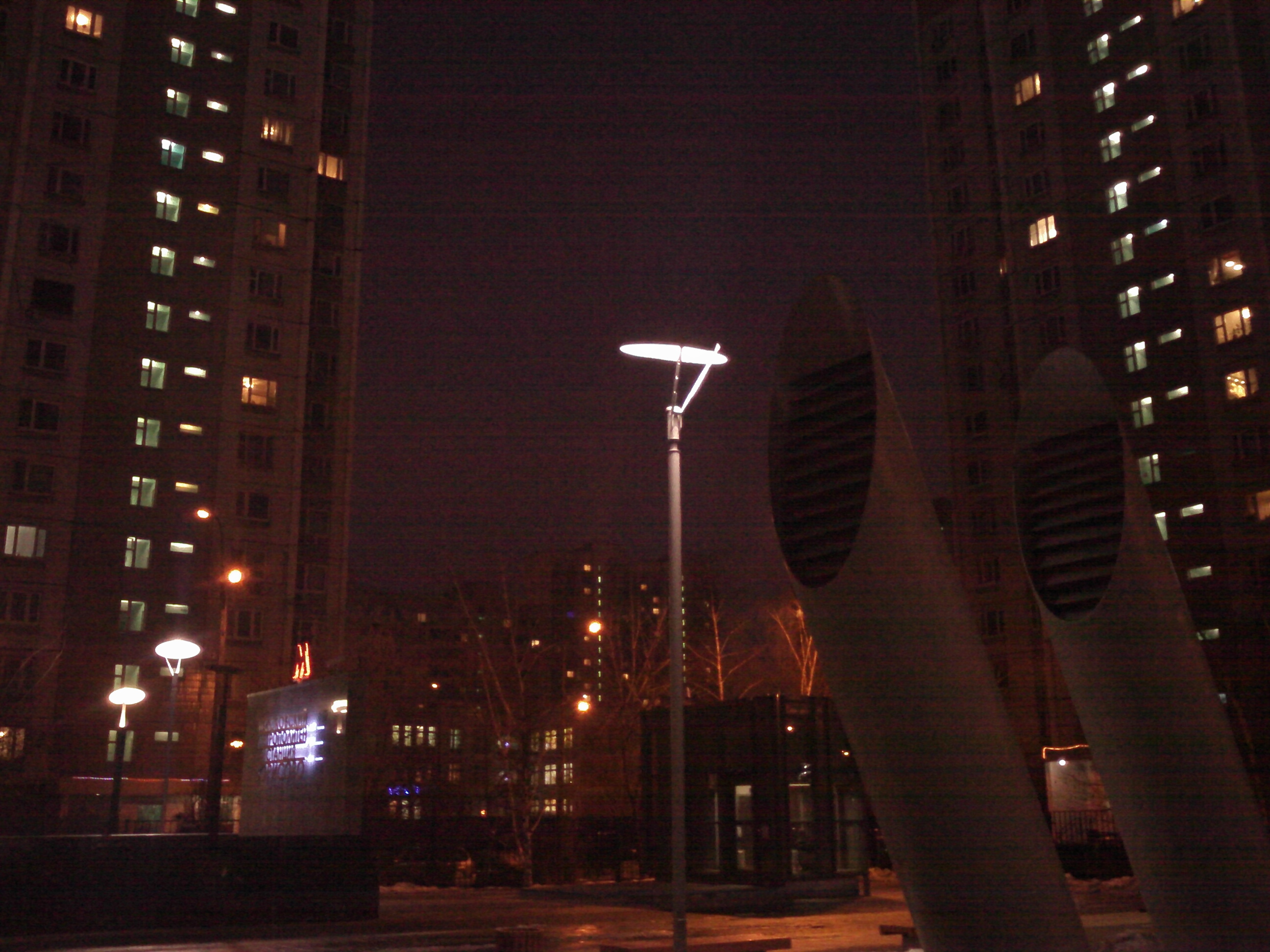
Ночное чёрное небо в 9:06 утра (UTC+04:00) 23 декабря 2013 года в Москве

8 февраля 2011 года президент России Дмитрий Медведев объявил об отмене двухгодичного перевода часов в России в пользу постоянного перехода на летнее время. В марте 2011 года в последний раз был добавлен час, и часы больше не двигались назад. В то же время некоторые часовые пояса России были консолидированы. После этой реформы во многих городах России «стандартное время» было на два часа больше, чем можно было бы предположить по их «астрономическому времени» (потому что первоначальное стандартное время уже опережало астрономическое во многих областях).
Во время предвыборной кампании 2012 года Владимир Путин предложил вернуть зимнее время, поскольку некоторые рабочие жаловались на то, что зимой не видно дневного света, так как солнце не взошло, когда они шли на работу. Согласно сообщению в International Herald Tribune, граждане России запомнили зиму 2011—2012 гг. как «самую мрачную зиму за всю историю наблюдений» из-за перевода времени. Однако позже Путин заявил, что решение о том, как действовать с сезонным сдвигом, будет принимать кабинет тогдашнего премьер-министра Медведева, и он решил остаться с политикой 2011 года.
26 октября 2014 года Россия окончательно вернулась к «зимнему» времени.

### Словакия
Словакия использовала летнее время (в 1916, 1917 и 1918 годах (как часть Австро-Венгерской империи), а затем снова в начале 1940-х годов (как Словацкая Республика (1939—1945), государство-сателлит нацистской Германии).
В 1979 году Словакия в составе Чехословакии установила, что летнее время начинается ежегодно в первые выходные апреля (перенесено на последние выходные марта в 1981 году) и заканчивается в последние выходные сентября.
После распада Чехословакии в 1993 году независимая Словакия продолжала использовать летнее время. С 1996 года Словакия продлила летнее время примерно на один месяц, поэтому оно длится до последних выходных октября, в соответствии с правилами Европейского Союза.

### Словения
Летнее время в Словении (местное название «Полетни час») было введено 16 ноября 1982 года и будет применяться с 1983 года. В то время Словения была одной из югославских республик. Тот же закон действовал до 1996 года, когда окончание летнего времени было изменено с первого воскресенья октября на последнее воскресенье октября. В 2006 году был принят стандарт Европейского Союза, который используется до сих пор

### Турция
Летнее время было введено в Турции в 1947 году, но приостановлено с 1965 по 1972 год. С 1974 года в Турции действует европейское летнее время.
В 2008 году Министерство энергетики Турции предложило, чтобы Турция отменила летнее время и в то же время перешла на UTC+02:30, первоначально с 2009 года, но когда это казалось неосуществимым, чтобы начать в 2011 году, ] с тех пор о плане ничего не было слышно.
В 2011 году Турция перешла на европейское летнее время в 3:00 утра (03:00) в понедельник 28 марта, на день позже, чем остальная Европа, чтобы избежать срыва национальных вступительных экзаменов в университеты, состоявшихся 27 марта.
В 2014 году Турция снова перешла на европейское летнее время в 3:00 утра (03:00) в понедельник 31 марта, на день позже, чем остальная Европа, чтобы избежать срыва местных выборов, состоявшихся 30 марта.
В 2015 году Турция отложила переход с европейского летнего времени на 2 недели, до 4:00 утра (04:00) воскресенья 8 ноября, на две недели позже, чем остальная Европа, из-за назначения досрочных всеобщих выборов в воскресенье, 1 ноября.
В 2016 году Турция отказалась от зимнего времени, навсегда оставаясь в летнем поясе UTC+03:00, прошедшем в четверг 8 сентября.

### Украина
Летнее время было введено в Украине в начале 1980-х годов; с 1981 по 1989 год это было московское летнее время; С 1992 года используется восточноевропейское летнее время.
20 сентября 2011 года Верховная Рада проголосовала за то, чтобы не возвращаться с восточноевропейского летнего времени на восточноевропейское. Это изменение привело бы к перемещению Украины в дальневосточноевропейский часовой пояс UTC+03:00 вместе с Беларусью и западной Россией (которые не соблюдают летнее время). Однако 18 октября 2011 года парламент отменил эти планы, и страна вернулась к восточноевропейскому времени, как и планировалось. 295 депутатов проголосовали «за» из 349 зарегистрированных депутатов
3 марта 2021 года Верховная Рада проголосовала за законопроект № 4201 о соблюдении времени в Украине, который, в случае принятия, позволит отказаться от перехода на летнее время и установить круглогодичное стандартное время (UTC+02:00) на всей территории Украины. Законопроект получил 277 голосов из 370 депутатов, присутствовавших в первом чтении. 19 марта законопроект был отклонён во втором чтении 212 из 226 необходимых голосов и отправлен на дополнительное второе чтение.
Крым и регионы восточной Украины, находящиеся под временной оккупацией России, на этот период используют на московское время.

### Финляндия
В Финляндии летнее время используется на регулярной основе с 1981 года.
Гражданскую инициативу об отмене летнего времени подписали 70 000 граждан Финляндии. Он был представлен парламенту Финляндии в июне 2017 года.

### Франция и Монако
Франция и Монако следуют центральноевропейскому времени и центральноевропейскому летнему времени. Они применяют правила ЕС, касающиеся времени и дат начала и окончания летнего времени.
С 1923 года и до Второй мировой войны Франция и Монако соблюдали летнее время с последней субботы марта до первой субботы октября. Во время Второй мировой войны во Франции также соблюдалось летнее время. Однако после войны от этой практики отказались (так как страна сменила часовые пояса, установив де-факто постоянное летнее время). В 1976 году летнее время было восстановлено из-за нефтяного кризиса. .
Поскольку UTC+00:00 является «естественным» часовым поясом Франции (экстремумы соответствуют UTC-0:20 — UTC+0:38), использование UTC+01:00 зимой можно рассматривать как форму перехода на летнее время, в то время как использование центральноевропейского летнего времени (UTC+02:00) летом можно рассматривать как форму «двойного летнего времени».

### Хорватия
Хорватия была частью Югославии, так как летнее время было введено в 1983 году. Югославия была последней страной в Европе, введшей летнее время. После обретения независимости в результате войны за независимость Хорватии в 1992 году, Хорватия пошла по центральноевропейскому пути, переводя время в последнее воскресенье марта и в последнее воскресенье октября, соответственно, в последнее воскресенье сентября до 1995 года.

### Чехия
В Королевстве Чехия летнее время использовалось в течение трёх сезонов во время Первой мировой войны, с 1916 по 1918 год, когда оно входило в состав Австро-Венгерской империи.
Во время Второй мировой войны, когда Протекторат Богемии и Моравии стал де-факто частью нацистской Германии, с 1940 года использовалось летнее время. В 1940/1941 и 1941/1942 годах летнее время держалось непрерывно даже зимой.
Чехословакия использовала летнее время с 1945 по 1949 год и с 1979 по 1992 год. Зимой 1946/1947 года (с 1 декабря по 23 февраля) использовалось зимнее время (CET+01:00).
Чешская Республика продолжала использовать летнее время после распада Чехословакии в 1993 году.

### Швейцария и Лихтенштейн
Второй страной в Европе (только после Югославии), перешедшей на летнее время в 1981 году, была Швейцария, несмотря на то, что летнее время было отвергнуто 52,1 % избирателей на федеральном референдуме в 1978 году. С 1996 года швейцарское летнее время соответствует правилам ЕС. Ранее он использовался в 1941 и 1942 годах. Лихтенштейн соблюдает то же время, что и Швейцария. Немецкая деревня Бюзинген-ам-Хохрайн, небольшой эксклав, полностью окружённый швейцарской территорией, также соблюдает то же время, что и в Швейцарии. В 1980 году она не ввела летнее время и соблюдала то же время, что и Швейцария, так что в 1980 году во время введения летнего времени в Германии между Бюзингеном-на-Хохрайне и остальной частью Западной Германии существовала разница во времени в один час.

### Швеция
В Швеции летнее время было введено 15 мая 1916 года. Оно оказалось непопулярным, и 30 сентября того же года Швеция вернулась к круглогодичному стандартному времени. Так продолжалось более полувека.
6 апреля 1980 года Швеция вновь ввела летнее время, и с тех пор летнее время в Швеции соблюдается каждое лето. За исключением 1980 года введения, летнее время всегда начиналось в последнее воскресенье марта. В 1980—1995 годах он заканчивался в последнее воскресенье сентября, а с 1996 года — в последнее воскресенье октября, после унификации дат начала/окончания летнего времени в ЕС, а также в нескольких европейских странах, не входивших в ЕС.
Транспортное управление Västtrafik переводит часы в 04:00, так что последний трамвай, отправляющийся около 03:30, фактически идёт в 02:30 в последние выходные октября для тех, кто перевёл часы в установленное законом время. Компания общественного транспорта SL переводит часы в установленное законом время и выполняет дополнительные отправления в течение октябрьского переходного часа.

### Эстония
В 1990—1996 и 2000—2001 годах в Эстонии летнее время не использовалось. Использовался при советской власти в 1981—1989 годах.

## Дальнейшее чтение
- David Prerau. Saving the Daylight: Why We Put the Clocks Forward. — Granta Books, 2005. — ISBN 1-86207-796-7.